# Bathophilus indicus
Bathophilus indicus är en fiskart som först beskrevs av Brauer 1902.  Bathophilus indicus ingår i släktet Bathophilus och familjen Stomiidae. Inga underarter finns listade.